# Kościernica (powiat białogardzki)
Kościernica (niem. Kösternitz) – wieś w Polsce położona w województwie zachodniopomorskim, w powiecie białogardzkim, w gminie Białogard.
W latach 1954–1957 wieś należała i była siedzibą władz gromady Kościernica, po jej zniesieniu w gromadzie Białogard. W latach 1975–1998 wieś należała do województwa koszalińskiego. W roku 2012 wieś liczyła 376 mieszkańców.

## Położenie
Wieś leży ok. 5 km na północny wschód od Białogardu, przy drodze między Białogardem a Nosówkiem, przy linii kolejowej nr 202 Gdańsk – Stargard Szczeciński. W obrębie wsi przeważają użytki zielone oraz torfowiska niskie.
Na południe od wsi znajduje się Góra Kościernicka.

## Toponimia
Nazwa wsi ma pochodzenie najprawdopodobniej ze słowiańskiego i oznacza chrust. 

## Historia
Pierwsza wzmianka o wsi pochodzi z 1299 r. W 1. połowie XVII wieku mieszkało we wsi 89 osób, w roku 1931 liczba mieszkańców wynosiła 321.

## Zabytki i ciekawe miejsca
W Kościernicy znajdują się dwa nieczynne cmentarze założone w XIX wieku:
- o pow. 0,36 ha, przy szczycie Góry Kościerskiej, w runie z bluszczem i barwinkiem
- o pow. 0,10 ha z rzędem klonów zwyczajnych i lilakiem.

Jest tutaj stodoła o konstrukcji ramowej (zagroda nr 3) oraz budynek inwentarski również o konstrukcji ramowej (zagroda nr 24).

## Przyroda
Dawniej po obu stronach drogi do Pękanina rosły lipy drobnolistne i klony zwyczajne o obw. 184–279 cm tworząc aleję o długości 1750 m.

## Turystyka
Przez wieś prowadzi lokalny szlak turystyczny rowerowo - pieszy: Szlak wschodni wokół Białogardu.
 Nieopodal wsi znajduje się Góra Kościernicka - wzgórze morenowe z panoramą widokową na Białogard.

## Gospodarka
We wsi znajduje się jednostka Ochotniczej Straży Pożarnej, której prezesem w 2013 roku został dh Piotr Niewiadomski, który jednocześnie pełni służbę w PSP Białogard. 
Funkcjonuje tutaj wodociąg grupowy, zaopatrujący również mieszkańców wsi Leśniki, Nosówko, Pustkowo, Strzelec
Wieś podłączona jest do sieci gazowej.
W okolicy Kościernicy od 2004 r. działa zajmujący się produkcją materiału zarybieniowego Ośrodek Hodowlano-Zarybieniowy Polskiego Związku Wędkarskiego. Ośrodek prowadzi hodowlę narybku: troci, łososia, pstrąga potokowego, lipienia, jazia, klenia, certy, szczupaka, sandacza, miętusa i jelca. 

## Kultura i sport
We wsi znajduje się boisko sportowe. Ludowy Zespół Sportowy we wsi to "Tęcza" Kościernica, należący do Gminnego Zrzeszenia LZS (zawieszony od 2007 roku)

## Komunikacja
Jest tutaj również przystanek kolejowy oraz przystanek komunikacji autobusowej.